# Похьёла
По́хьёла, По́хъёла, По́хьола, По́хья (карел. и фин. Pohjola, от Pohja — север) — далёкая суровая страна в карельских эпических песнях (рунах) и в поэме «Калевала». Она противостоит Пяйвёле (Вяйнёле). Вяйнямёйнен плывет туда по морю, причем путь его лежит из Суоми в западном направлении. Лемминкяйнен по пути туда встречает огненную (tulinen) реку. В каменных холмах (kivimäki) Похьёлы Лоухи прячет солнце. Также в Похьёле много льда (jäätä) и возвышаются снежные горы (lumimäki).
Вход в Похьёлу стерегут волк, медведь и змея (Käärme). Хозяйкой Похьёлы является злая колдунья Лоухи, обладающая великими чарами. Кузнец Сеппо Ильмаринен за руку её дочери приносит ей в оплату Сампо — чудесную меленку-самомолку, создательницу материального благополучия для народа Похьёлы, подобную рогу изобилия.
Другие герои Калевалы также просили руки дочерей Похьёлы — искатель приключений Лемминкяйнен и мудрец Вяйнямёйнен.
Лоухи требовала от них исполнения чудес, подобных выковыванию Сампо, — например, надо было подстрелить лебедя на реке Туонела. После того, как пожелание исполнялось, устраивался свадебный пир в величественном зале Похьёлы.
Основание опоры мира — корень «мирового дерева» — находится, согласно финской мифологии, где-то за северным горизонтом, в Похьёле. Основная сюжетная линия эпоса «Калевала» включает выковывание чудо-мельницы Сампо, накапливание богатства внутри огромной горы в тёмных землях Похьёлы, поход людей с юга и сражение за обладание Сампо, в результате чего Сампо оказалась разбита, а крышка — потеряна (что привело к гибели мирового дерева на Северном полюсе).
Несмотря на враждебное отношение калевальцев и эпических героев народных рун к Похьёле, именно там они сватают (или похищают) себе жён, похищают культурные блага (сампо), поэтому между Калевалой и Похьёлой существуют родственные отношения. Это диалектическое единство враждебности и близости в народных рунах сохраняется постоянно. В «Калевале» же борьба обостряется, пока герои не одерживают окончательной победы над «силами мрака», с которыми родственные отношения оказались как бы закономерно порванными после гибели первой жены Ильмаринена и превращения второй, неверной, жены в чайку (обе супруги были дочерями Лоухи).
В Похьёлу — на далекий север — в финских заговорах отгонялись болезни.